# Район Кото (Токіо)
35°40′22.27″ пн. ш. 139°49′02.69″ сх. д. / 35.6728528° пн. ш. 139.8174139° сх. д.
Район Кото́ (яп. 江東区, こうとうく, МФА: [koːtoː ku̥], «Східноедоський район») — особливий район в японській столиці Токіо.

## Географія
Площа району Кото на 1 жовтня 2008 становила близько 39,94 км².

## Населення
Населення району Кото на 1 липня 2011 становило близько 464 676 осіб. Густота населення становила 11 634,4 осіб/км².

## Освіта
- Токійський океанографічний університет (додатковий кампус)

## Уродженці
- Кьокутей Бакін — письменник.

## Галерея

Розташування